# Hechtgraben (Lehder Graben)
Der Hechtgraben, niedersorbisch Giglica, alternativ auch als Giglitza bezeichnet, ist ein 426 Meter langes Fließ im Spreewald.

## Lage
Der Hechtgraben liegt im Oberspreewald des Biosphärenreservates Spreewald und zählt somit zur Niederlausitz. Er liegt zudem vollständig in der Gemarkung des Spreewalddorfes Lehde und gehört somit zum Stadtgebiet von Lübbenau/Spreewald. Der Hechtgraben zweigt südlich von Lehde von der Spree ab, an dieser Stelle mündet von Süden kommend die Uska Luke in die Spree. Nach etwa 230 Metern beginnt zu beiden Seiten des Hechtgrabens die Ortslage Lehde. Die Häuser zu beiden Seiten des Fließes sind nur per Kahn über den Hechtgraben erreichbar, für die Anschriften dieser Häuser wird der Name An der Giglitza verwendet.
Als eines der ersten Gebäude in Lehde befindet sich auf der westlichen Seite des Hechtgrabens das unter Denkmalschutz stehende Logierhaus (An der Giglitza 3b). Auf seinem weiteren Verlauf fließt der Hechtgraben zudem am Freilandmuseum Lehde (An der Giglitza 1) vorbei. Direkt dahinter mündet er in den Lehder Graben.